# Соломин, Василий Ефимович

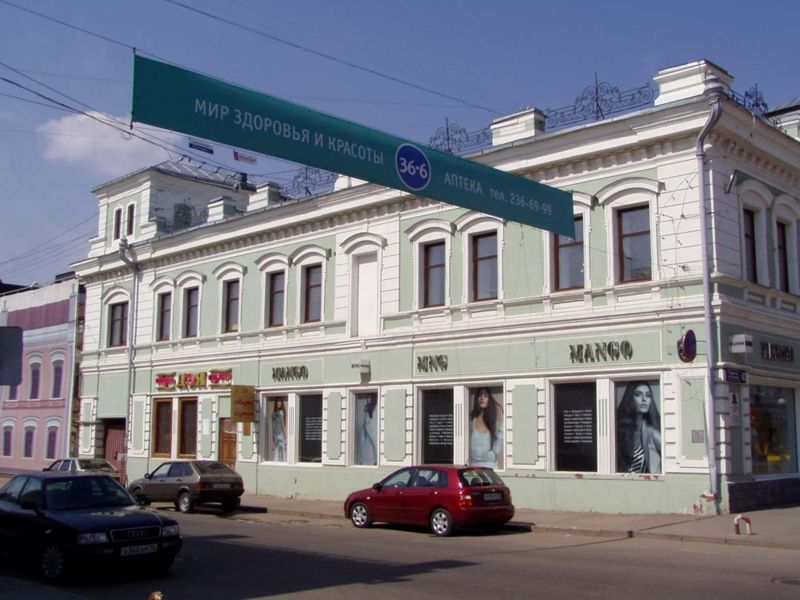
Дом В. Е. Соломина-В. Б. Смолина, Казань

Васи́лий Ефи́мович Соло́мин (1832 — 7 (20) декабря 1896, Казань) — казанский 2-й гильдии купец, промышленник, представитель Казанской линии древнего севернорусского рода Соломиных. В 1859 числится по 3-й гильдии, покупает «дворовый участок с одноэтажным пивоваренным заводом и деревянным флигелем, обгоревшим строением во второй части позади Мокрой улицы… в задах Татарской Мещанской улицы» и стоит там крахмально-паточный завод. В 1861 в собственном доме на Проломной (Баумана) ул. открывает пряничное производство, которое в 1874 было значительно расширено и превратилось в крупнейшее в Казани. В 1886 здесь под руководством мастера работало 17 рабочих и 4 ученика, годовой оборот достиг 27 тыс.руб. С 1875 он доверенное лицо Торгового дома под фирмой «Казанское товарищество паровой обработки дерева», представлял и защищал интересы пайщиков, одним из которых был он сам. Вёл бакалейную торговлю, имея лавки на Проломной и Воскресенской улицах. Уже будучи купцом 2-й гильдии, включился в активную общественную жизнь. В 1871—1891 — бессменный гласный городской Думы и член её многочисленных комиссий, гласный Уездного Земского собрания. В 1866—1869 — кандидат товарища директора Казанского общественного банка, в 1871—1873 — директор этого банка. От должности его освободили 30.04.1873 г. по его просьбе «из-за необходимости на длительное время уехать по торговым делам». И в том же году купец избирается сразу на несколько постов: присяжным заседателем при окружном суде, членом комиссии по учреждению кредитного общества, депутатом в правление Казанского купеческого банка, членом ревизионной комиссии Общества взаимного кредита. В 1885 Василий Ефимович становится членом учётного комитета Казанского общественного банка, в 1889 — членом совета Казанского купеческого банка.

## Семья
- Супруга — Наталья Михайловна.
- Сын — Александр Васильевич Соломин, купец 2-й гильдии. Супруга — Евгения, дочь казанского купца Василия Фёдоровича Булыгина.
  - Внук — Николай Александрович Соломин (род. 21 октября 1891, Казань), студент Казанского университета.

## Географические объекты
Вероятно, его имя носил Соломинский канал — водная артерия волжской речной системы в Новотатарской низине в Казани.